# Provinz Naama
Die Provinz Naama (arabisch ولاية النعامة, DMG Wilāyat an-Naʿāma, tamazight ⴰⴳⴻⵣⴷⵓ ⵏ ⵏⵄⴰⵎⴰ Agezdu n Nɛama) ist eine Provinz (wilaya) im westlichen Algerien.
Die Provinz liegt an der marokkanischen Grenze und umfasst eine Fläche von 33.852 km².
Mit 204.000 Einwohnern (Schätzung 2006) ist sie sehr dünn besiedelt, die Bevölkerungsdichte beträgt nur rund 6 Einwohner pro Quadratkilometer.
Die Hauptstadt der Provinz heißt ebenfalls Naama.